# Ljudevit Thallóczy
Ljudevit pl. Thallóczy (u knjigama na mađarskom Lajos Thalloczy, na njemačkom Ludwig Thalloczy; Košice, 8. prosinca 1857. - postaja Herczeghalom, 1. prosinca 1916.), bio je mađarski povjesničar.

## Životopis
Ljudevit pl. Thallóczy rođen je u Košicama 1857. godine. Pravo mu je prezime Strommer, uzeo je prezime po hrvatskoj velikaškoj obitelji Talovcima. Filozofski fakultet je završio u Budimpešti. Delegacija Mađarske Akademije pod vodstvom turkologa Vambéryja odnijela je Hrvojev misal 1889. godine u Budim i potom poslala u Beč na fotolitografsko snimanje i proučavanje, uz subvenciju bosanske vlade. Materijale je obradio i Thallóczy i rezultati su objavljeni u jednoj studiji, kritičkom izdanju Thallóczyja, Vatroslava Jagića i Franza Wickhoffa 1891. godine.
Poginuo je u željezničkoj nesreći na povratku s pogreba cara i kralja Franje Josipa I.

## Nepotpun popis djela
- Acta et diplomata res Albaniae mediae aetatis illustrantia, I-II, Beč, 1913. – 1918. (suautori Milan Šufflay i Konstantin Jireček)[4]
- Missale glagoliticum Hervoiae ducis Spalatensis, recensuerunt V. Jagić, L. Thallóczy, F. Wickhoff, Vindobonae, 1891.
- Prilozi k objašnjenju izvora bosanske historije, Zemaljska štamparija, Sarajevo, 1893.
- Die geschichte der grafen von Blagay, 1898.
- Codex diplomaticus partium regno Hungariae adnexarum, autori Lajos Thallóczy, Antal Hodinka, Antal Aldasy, Sándor Horváth, 1907.
- Povijest (banovine, grada i varoši) Jajca: 1450. – 1527., Tisak Kr. zemaljske tiskare, Zagreb, 1916.

## Vanjske poveznice
- Codex diplomaticus partium regno Hungariae adnexarum